# Équipe de Suède de football à la Coupe du monde 2018
Cet article relate le parcours de l’équipe de Suède de football lors de la Coupe du monde de football 2018 organisée en Russie du 14 juin au 15 juillet 2018.

## Qualifications

### Groupe A
| Rang | Équipe      | Pts | J  | G | N | P | Bp | Bc | Diff |  | Résultats (▼ dom., ► ext.) |     |     |     |     |     |     |
| ---- | ----------- | --- | -- | - | - | - | -- | -- | ---- |  | -------------------------- | --- | --- | --- | --- | --- | --- |
| 1    | France      | 23  | 10 | 7 | 2 | 1 | 18 | 6  | +12  |  | France                     |     | 2-1 | 4-0 | 4-1 | 0-0 | 2-1 |
| 2    | Suède       | 19  | 10 | 6 | 1 | 3 | 26 | 9  | +17  |  | Suède                      | 2-1 |     | 1-1 | 3-0 | 8-0 | 4-0 |
| 3    | Pays-Bas    | 19  | 10 | 6 | 1 | 3 | 21 | 12 | +9   |  | Pays-Bas                   | 0-1 | 2-0 |     | 3-1 | 5-0 | 4-1 |
| 4    | Bulgarie    | 13  | 10 | 4 | 1 | 5 | 14 | 19 | -5   |  | Bulgarie                   | 0-1 | 3-2 | 2-0 |     | 4-3 | 1-0 |
| 5    | Luxembourg  | 6   | 10 | 1 | 3 | 6 | 7  | 25 | -18  |  | Luxembourg                 | 1-3 | 0-1 | 1-3 | 1-1 |     | 1-0 |
| 6    | Biélorussie | 5   | 10 | 1 | 2 | 7 | 6  | 21 | -15  |  | Biélorussie                | 0-0 | 0-4 | 1-3 | 2-1 | 1-1 |     |

### Barrages
| Équipe 1 | Résultat | Équipe 2 | Aller | Retour |
| -------- | -------- | -------- | ----- | ------ |
| Suède    | 1 - 0    | Italie   | 1 - 0 | 0 - 0  |

| 10 novembre 2017 | Suède         | 1 - 0   | Italie | Friends Arena, Solna                          |                                               |
| 20h45 UTC+1      | Johansson 61e | (0 - 0) |        | Spectateurs : 49 193 Arbitrage : Cüneyt Çakır | Spectateurs : 49 193 Arbitrage : Cüneyt Çakır |
| 20h45 UTC+1      | Rapport       |         |        | Spectateurs : 49 193 Arbitrage : Cüneyt Çakır | Spectateurs : 49 193 Arbitrage : Cüneyt Çakır |

| 13 novembre 2017 | Italie  | 0 - 0   | Suède | Stade San Siro, Milan           |                                 |
| 20h45 UTC+1      |         | (0 - 0) |       | Arbitrage : Antonio Mateu Lahoz | Arbitrage : Antonio Mateu Lahoz |
| 20h45 UTC+1      | Rapport |         |       | Arbitrage : Antonio Mateu Lahoz | Arbitrage : Antonio Mateu Lahoz |

## Préparation

### Matchs de préparation à la Coupe du monde
Détail des matchs amicaux
| Match amical         | Suède        | 1 – 1   | Estonie   | Sheikh Zayed Stadium, Abu Dhabi             |                                             |
| 7 janvier 2018 18h15 | Holmberg 79e | (0 - 0) | 58e Anier | Spectateurs : 200 Arbitrage : Antti Munukka | Spectateurs : 200 Arbitrage : Antti Munukka |

| Match amical          | Suède       | 1 – 0   | Danemark | Sheikh Zayed Stadium, Abu Dhabi             |                                             |
| 11 janvier 2018 17h45 | Nilsson 90e | (0 - 0) |          | Spectateurs : 175 Arbitrage : Antti Munukka | Spectateurs : 175 Arbitrage : Antti Munukka |

| Match amical       | Suède        | 1 – 2   | Chili                   | Friends Arena, Solna                            |                                                 |
| 24 mars 2018 18h00 | Toivonen 23e | (1 - 1) | 22e Vidal · 90e Bolados | Spectateurs : 48 134 Arbitrage : Anthony Taylor | Spectateurs : 48 134 Arbitrage : Anthony Taylor |

| Match amical       | Roumanie    | 1 – 0   | Suède | Ion Oblemenco, Craiova                            |                                                   |
| 27 mars 2018 20h30 | Rotariu 57e | (0 - 0) |       | Spectateurs : 20 000 Arbitrage : Roy Reinshreiber | Spectateurs : 20 000 Arbitrage : Roy Reinshreiber |

| Match amical      | Suède | 0 – 0   | Danemark | Stade olympique de Stockholm, Stockholm         |                                                 |
| 2 juin 2018 19h45 |       | (0 - 0) |          | Spectateurs : 41 558 Arbitrage : Tobias Stieler | Spectateurs : 41 558 Arbitrage : Tobias Stieler |

| Match amical      | Suède | 0 – 0   | Pérou | Ullevi, Göteborg                                   |                                                    |
| 9 juin 2018 20h15 |       | (0 - 0) |       | Spectateurs : 32 163 Arbitrage : Svein Oddvar Moen | Spectateurs : 32 163 Arbitrage : Svein Oddvar Moen |

## Coupe du monde

### Effectif
L'effectif de la Suède, est connu le 15 mai 2018.
| Numéro / Nom       | Numéro / Nom         | Club                   | Date de naissance et âge*  | J.              | Buts            |                 |                 |                 |
| Gardiens de but    | Gardiens de but      | Gardiens de but        | Gardiens de but            | Gardiens de but | Gardiens de but | Gardiens de but | Gardiens de but | Gardiens de but |
| ------------------ | -------------------- | ---------------------- | -------------------------- | --------------- | --------------- | --------------- | --------------- | --------------- |
| 01                 | Robin Olsen          | FC Copenhague          | 8 janvier 1990 (28 ans)    | 5               | 0               | 0               | 0               | 0               |
| 12                 | Karl-Johan Johnsson  | EA Guingamp            | 28 janvier 1990 (28 ans)   | 0               | 0               | 0               | 0               | 0               |
| 23                 | Kristoffer Nordfeldt | Swansea City           | 23 juin 1989 (28 ans)      | 0               | 0               | 0               | 0               | 0               |
| Défenseurs         |                      |                        |                            |                 |                 |                 |                 |                 |
| 02                 | Mikael Lustig        | Celtic FC              | 13 décembre 1986 (31 ans)  | 4               | 0               | 2               | 0               | 0               |
| 03                 | Victor Lindelöf      | Manchester United      | 17 juillet 1994 (23 ans)   | 4               | 0               | 0               | 0               | 0               |
| 04                 | Andreas Granqvist    | FK Krasnodar           | 16 avril 1985 (33 ans)     | 5               | 2               | 0               | 0               | 0               |
| 05                 | Martin Olsson        | Swansea City           | 17 mai 1988 (30 ans)       | 2               | 0               | 0               | 0               | 0               |
| 06                 | Ludwig Augustinsson  | Werder Brême           | 21 avril 1994 (24 ans)     | 5               | 1               | 0               | 0               | 0               |
| 14                 | Filip Helander       | Bologne FC             | 22 avril 1993 (25 ans)     | 0               | 0               | 0               | 0               | 0               |
| 16                 | Emil Krafth          | Bologne FC             | 2 août 1994 (23 ans)       | 2               | 0               | 0               | 0               | 0               |
| 18                 | Pontus Jansson       | Leeds United           | 13 février 1991 (27 ans)   | 2               | 0               | 0               | 0               | 0               |
| Milieux de terrain |                      |                        |                            |                 |                 |                 |                 |                 |
| 07                 | Sebastian Larsson    | Hull City              | 6 juin 1985 (33 ans)       | 4               | 0               | 3               | 0               | 0               |
| 08                 | Albin Ekdal          | Hambourg SV            | 28 juillet 1989 (28 ans)   | 5               | 0               | 1               | 0               | 0               |
| 10                 | Emil Forsberg        | RB Leipzig             | 23 octobre 1991 (26 ans)   | 5               | 1               | 0               | 0               | 0               |
| 13                 | Gustav Svensson      | Sounders FC de Seattle | 7 février 1987 (31 ans)    | 3               | 0               | 0               | 0               | 0               |
| 15                 | Oscar Hiljemark      | Genoa FC               | 28 juin 1992 (25 ans)      | 2               | 0               | 0               | 0               | 0               |
| 17                 | Viktor Claesson      | FK Krasnodar           | 2 janvier 1992 (26 ans)    | 5               | 0               | 1               | 0               | 0               |
| 19                 | Marcus Rohdén        | FC Crotone             | 11 mai 1991 (27 ans)       | 0               | 0               | 0               | 0               | 0               |
| 21                 | Jimmy Durmaz         | Toulouse FC            | 22 mars 1989 (29 ans)      | 1               | 0               | 0               | 0               | 0               |
| Attaquants         |                      |                        |                            |                 |                 |                 |                 |                 |
| 09                 | Marcus Berg          | Al-Aïn Club            | 17 août 1986 (31 ans)      | 5               | 0               | 0               | 0               | 0               |
| 11                 | John Guidetti        | Deportivo Alavés       | 15 avril 1992 (26 ans)     | 2               | 0               | 1               | 0               | 0               |
| 20                 | Ola Toivonen         | Toulouse FC            | 3 juillet 1986 (31 ans)    | 5               | 1               | 0               | 0               | 0               |
| 22                 | Isaac Kiese Thelin   | Waasland-Beveren       | 24 juin 1992 (25 ans)      | 4               | 0               | 0               | 0               | 0               |
| Sélectionneur      |                      |                        |                            |                 |                 |                 |                 |                 |
|                    | Janne Andersson      |                        | 29 septembre 1962 (55 ans) |                 |                 |                 |                 |                 |

* NB : Les âges sont calculés au début de la Coupe du monde 2018, le 14 juin 2018.

### Premier tour - Groupe F
|   | Équipe       | Pts | J | G | N | P | Bp | Bc | Diff |
| 1 | Suède        | 6   | 3 | 2 | 0 | 1 | 5  | 2  | +3   |
| 2 | Mexique      | 6   | 3 | 2 | 0 | 1 | 3  | 4  | -1   |
| 3 | Corée du Sud | 3   | 3 | 1 | 0 | 2 | 3  | 3  | 0    |
| 4 | Allemagne    | 3   | 3 | 1 | 0 | 2 | 2  | 4  | -2   |

| 11 | 17 juin 2018 | Allemagne    | 0 - 1 | Mexique      |
| 12 | 18 juin 2018 | Suède        | 1 - 0 | Corée du Sud |
| 27 | 23 juin 2018 | Allemagne    | 2 - 1 | Suède        |
| 28 | 23 juin 2018 | Corée du Sud | 1 - 2 | Mexique      |
| 43 | 27 juin 2018 | Corée du Sud | 2 - 0 | Allemagne    |
| 44 | 27 juin 2018 | Mexique      | 0 - 3 | Suède        |

#### Suède - Corée du Sud
| Match 12                                                 | Suède                        | 1 - 0   | Corée du Sud | Stade de Nijni Novgorod, Nijni Novgorod       |                                               |
| 18 juin 2018 · 15:00 (UTC+3) · Historique des rencontres | Andreas Granqvist 65e (pen.) | (0 - 0) |              | Spectateurs : 42 300 Arbitrage : Joel Aguilar | Spectateurs : 42 300 Arbitrage : Joel Aguilar |
| 18 juin 2018 · 15:00 (UTC+3) · Historique des rencontres | Rapport                      |         |              | Spectateurs : 42 300 Arbitrage : Joel Aguilar | Spectateurs : 42 300 Arbitrage : Joel Aguilar |

| Suède | Corée du Sud |

| SUÈDE :         |    |                     |     |     |
|                 |    |                     |     |     |
| Gardien de but  | 01 | Robin Olsen         |     |     |
|                 | 06 | Ludwig Augustinsson |     |     |
|                 | 04 | Andreas Granqvist   |     |     |
|                 | 18 | Pontus Jansson      |     |     |
|                 | 02 | Mikael Lustig       |     |     |
|                 | 07 | Sebastian Larsson   |     | 81e |
|                 | 08 | Albin Ekdal         |     | 71e |
|                 | 17 | Viktor Claesson     | 61e |     |
|                 | 10 | Emil Forsberg       |     |     |
|                 | 09 | Marcus Berg         |     |     |
|                 | 20 | Ola Toivonen        |     | 77e |
| Remplaçants :   |    |                     |     |     |
|                 | 15 | Oscar Hiljemark     |     | 71e |
|                 | 22 | Isaac Kiese Thelin  |     | 77e |
|                 | 13 | Gustav Svensson     |     | 81e |
| Sélectionneur : |    |                     |     |     |
| Janne Andersson |    |                     |     |     |

| CORÉE DU SUD :  |    |                |     |     |
|                 |    |                |     |     |
| Gardien de but  | 23 | Jo Hyeon-woo   |     |     |
|                 | 02 | Lee Yong       |     |     |
|                 | 20 | Jang Hyun-soo  |     |     |
|                 | 19 | Kim Young-gwon |     |     |
|                 | 06 | Park Joo-ho    |     | 28e |
|                 | 17 | Lee Jae-sung   |     |     |
|                 | 16 | Ki Sung-yueng  |     |     |
|                 | 13 | Koo Ja-cheol   |     | 73e |
|                 | 11 | Hwang Hee-chan | 55e |     |
|                 | 09 | Kim Shin-wook  | 13e | 66e |
|                 | 07 | Son Heung-min  |     |     |
| Remplaçants :   |    |                |     |     |
|                 | 12 | Kim Min-woo    |     | 28e |
|                 | 15 | Jung Woo-young |     | 66e |
|                 | 10 | Lee Seung-woo  |     | 73e |
| Sélectionneur : |    |                |     |     |
| Shin Tae-yong   |    |                |     |     |

| Assistants : Juan Zumba Juan Carlos Mora Araya Quatrième arbitre : Norbert Hauata Cinquième arbitre : Bertrand Brial Arbitre vidéo : Mauro Vigliano Assistants arbitre vidéo : Taleb Al Marri Abdulrahman Al-Jassim Daniele Orsato Homme du Match : Andreas Granqvist |

#### Allemagne - Suède
| Match 27                                                 | Allemagne                                                      | 2 - 1   | Suède                               | Stade Ficht, Sotchi                               |                                                   |
| 23 juin 2018 · 21:00 (UTC+3) · Historique des rencontres | ( Mario Gómez) Marco Reus 48e · ( Marco Reus) Toni Kroos 90+5e | (0 - 1) | 32e Ola Toivonen (Viktor Claesson ) | Spectateurs : 44 287 Arbitrage : Szymon Marciniak | Spectateurs : 44 287 Arbitrage : Szymon Marciniak |
| 23 juin 2018 · 21:00 (UTC+3) · Historique des rencontres | Rapport                                                        |         |                                     | Spectateurs : 44 287 Arbitrage : Szymon Marciniak | Spectateurs : 44 287 Arbitrage : Szymon Marciniak |

| Allemagne | Suède |

| ALLEMAGNE :     |    |                 |          |     |
|                 |    |                 |          |     |
| Gardien de but  | 01 | Manuel Neuer    |          |     |
|                 | 18 | Joshua Kimmich  |          |     |
|                 | 16 | Antonio Rüdiger |          |     |
|                 | 17 | Jérôme Boateng  | 71e, 82e |     |
|                 | 03 | Jonas Hector    |          | 87e |
|                 | 19 | Sebastian Rudy  |          | 31e |
|                 | 08 | Toni Kroos      |          |     |
|                 | 13 | Thomas Müller   |          |     |
|                 | 07 | Julian Draxler  |          | 46e |
|                 | 11 | Marco Reus      |          |     |
|                 | 09 | Timo Werner     |          |     |
| Remplaçants :   |    |                 |          |     |
|                 | 21 | İlkay Gündoğan  |          | 31e |
|                 | 23 | Mario Gómez     |          | 46e |
|                 | 20 | Julian Brandt   |          | 87e |
| Sélectionneur : |    |                 |          |     |
| Joachim Löw     |    |                 |          |     |

| SUÈDE :         |    |                     |       |     |
|                 |    |                     |       |     |
| Gardien de but  | 01 | Robin Olsen         |       |     |
|                 | 02 | Mikael Lustig       |       |     |
|                 | 03 | Victor Lindelöf     |       |     |
|                 | 04 | Andreas Granqvist   |       |     |
|                 | 06 | Ludwig Augustinsson |       |     |
|                 | 17 | Viktor Claesson     |       | 74e |
|                 | 07 | Sebastian Larsson   | 90+7e |     |
|                 | 08 | Albin Ekdal         | 52e   |     |
|                 | 10 | Emil Forsberg       |       |     |
|                 | 09 | Marcus Berg         |       | 90e |
|                 | 20 | Ola Toivonen        |       | 78e |
| Remplaçants :   |    |                     |       |     |
|                 | 21 | Jimmy Durmaz        |       | 74e |
|                 | 11 | John Guidetti       |       | 78e |
|                 | 22 | Isaac Kiese Thelin  |       | 90e |
| Sélectionneur : |    |                     |       |     |
| Janne Andersson |    |                     |       |     |

| Assistants : Paweł Sokolnicki Tomasz Listkiewicz Quatrième arbitre : Ryūji Satō Cinquième arbitre : Toru Sagara Arbitre vidéo : Clément Turpin Assistants arbitre vidéo : Paweł Gil Cyril Gringore Paolo Valeri Homme du Match : Marco Reus |

#### Mexique - Suède
| Match 44                                                 | Mexique | 0 - 3   | Suède                                                                                               | Iekaterinbourg Arena, Iekaterinbourg           |                                                |
| 27 juin 2018 · 19:00 (UTC+5) · Historique des rencontres |         | (0 - 0) | 50e Ludwig Augustinsson (Viktor Claesson ) · 62e (pen.) Andreas Granqvist · 74e (csc) Edson Álvarez | Spectateurs : 33 061 Arbitrage : Néstor Pitana | Spectateurs : 33 061 Arbitrage : Néstor Pitana |
| 27 juin 2018 · 19:00 (UTC+5) · Historique des rencontres | Rapport |         | | Spectateurs : 33 061 Arbitrage : Néstor Pitana | Spectateurs : 33 061 Arbitrage : Néstor Pitana |

| Mexique | Suède |

| MEXIQUE :          |    |                     |     |     |
|                    |    |                     |     |     |
| Gardien de but     | 13 | Guillermo Ochoa     |     |     |
|                    | 21 | Edson Álvarez       |     |     |
|                    | 03 | Carlos Salcedo      |     |     |
|                    | 15 | Héctor Moreno       | 61e |     |
|                    | 23 | Jesús Gallardo      | 1e  | 65e |
|                    | 18 | Andrés Guardado     |     | 75e |
|                    | 16 | Héctor Herrera      |     |     |
|                    | 07 | Miguel Layún        | 86e | 89e |
|                    | 11 | Carlos Vela         |     |     |
|                    | 22 | Hirving Lozano      |     |     |
|                    | 14 | Javier Hernández    |     |     |
| Remplaçants :      |    |                     |     |     |
|                    | 08 | Marco Fabián        |     | 65e |
|                    | 17 | Jesús Manuel Corona |     | 75e |
|                    | 19 | Oribe Peralta       |     | 89e |
| Sélectionneur :    |    |                     |     |     |
| Juan Carlos Osorio |    |                     |     |     |

| SUÈDE :         |    |                     |     |     |
|                 |    |                     |     |     |
| Gardien de but  | 01 | Robin Olsen         |     |     |
|                 | 02 | Mikael Lustig       | 88e |     |
|                 | 03 | Victor Lindelöf     |     |     |
|                 | 04 | Andreas Granqvist   |     |     |
|                 | 06 | Ludwig Augustinsson |     |     |
|                 | 17 | Viktor Claesson     |     |     |
|                 | 07 | Sebastian Larsson   | 26e | 57e |
|                 | 08 | Albin Ekdal         |     | 80e |
|                 | 10 | Emil Forsberg       |     |     |
|                 | 09 | Marcus Berg         |     | 68e |
|                 | 20 | Ola Toivonen        |     |     |
| Remplaçants :   |    |                     |     |     |
|                 | 13 | Gustav Svensson     |     | 57e |
|                 | 22 | Isaac Kiese Thelin  |     | 68e |
|                 | 15 | Oscar Hiljemark     |     | 80e |
| Sélectionneur : |    |                     |     |     |
| Janne Andersson |    |                     |     |     |

| Assistants : Hernán Maidana Juan Pablo Bellati Quatrième arbitre : Andrés Cunha Cinquième arbitre : Mauricio Espinosa Arbitre vidéo : Mauro Vigliano Assistants arbitre vidéo : Gery Vargas Carlos Astroza Wilton Sampaio Homme du Match : Ludwig Augustinsson |

### Huitième de finale

#### Suède - Suisse
| Match 55                                                   | Suède                             | 1 - 0   | Suisse | Stade Krestovski, Saint-Pétersbourg            |                                                |
| 3 juillet 2018 · 17:00 (UTC+3) · Historique des rencontres | ( Ola Toivonen) Emil Forsberg 66e | (0 - 0) |        | Spectateurs : 64 042 Arbitrage : Damir Skomina | Spectateurs : 64 042 Arbitrage : Damir Skomina |
| 3 juillet 2018 · 17:00 (UTC+3) · Historique des rencontres | Rapport                           |         |        | Spectateurs : 64 042 Arbitrage : Damir Skomina | Spectateurs : 64 042 Arbitrage : Damir Skomina |

|  |  |

| SUÈDE :         |    |                     |     |       |
|                 |    |                     |     |       |
| Gardien de but  | 01 | Robin Olsen         |     |       |
|                 | 02 | Mikael Lustig       | 31e | 82e   |
|                 | 03 | Victor Lindelöf     |     |       |
|                 | 04 | Andreas Granqvist   |     |       |
|                 | 06 | Ludwig Augustinsson |     |       |
|                 | 17 | Viktor Claesson     |     |       |
|                 | 13 | Gustav Svensson     |     |       |
|                 | 08 | Albin Ekdal         |     |       |
|                 | 10 | Emil Forsberg       |     | 82e   |
|                 | 20 | Ola Toivonen        |     |       |
|                 | 09 | Marcus Berg         |     | 90+1e |
| Remplaçants :   |    |                     |     |       |
|                 | 05 | Martin Olsson       |     | 82e   |
|                 | 16 | Emil Krafth         |     | 82e   |
|                 | 22 | Isaac Kiese Thelin  |     | 90+1e |
| Sélectionneur : |    |                     |     |       |
| Janne Andersson |    |                     |     |       |

| SUISSE :          |    |                   |       |     |
|                   |    |                   |       |     |
| Gardien de but    | 01 | Yann Sommer       |       |     |
|                   | 06 | Michael Lang      | 90+4e |     |
|                   | 20 | Johan Djourou     |       |     |
|                   | 05 | Manuel Akanji     |       |     |
|                   | 13 | Ricardo Rodríguez |       |     |
|                   | 11 | Valon Behrami     | 61e   |     |
|                   | 10 | Granit Xhaka      | 68e   |     |
|                   | 23 | Xherdan Shaqiri   |       |     |
|                   | 15 | Blerim Džemaili   |       | 73e |
|                   | 14 | Steven Zuber      |       | 73e |
|                   | 19 | Josip Drmić       |       |     |
| Remplaçants :     |    |                   |       |     |
|                   | 09 | Haris Seferović   |       | 73e |
|                   | 07 | Breel Embolo      |       | 73e |
| Sélectionneur :   |    |                   |       |     |
| Vladimir Petković |    |                   |       |     |

| Assistants : Jure Praprotnik Robert Vukan Quatrième arbitre : Nawaf Shukralla Cinquième arbitre : Yaser Tulefat Arbitre vidéo : Daniele Orsato Assistants arbitre vidéo : Bastian Dankert Roberto Diaz Massimiliano Irrati Homme du Match : Emil Forsberg |

### Quart de finale

#### Suède - Angleterre
| Match 60                     | Suède   | 0 - 2   | Angleterre                                                         | Samara Arena, Samara                           |                                                |
| 7 juillet 2018 18:00 (UTC+4) |         | (0 - 1) | 30e Harry Maguire (Ashley Young ) · 59e Dele Alli (Jesse Lingard ) | Spectateurs : 39 991 Arbitrage : Björn Kuipers | Spectateurs : 39 991 Arbitrage : Björn Kuipers |
| 7 juillet 2018 18:00 (UTC+4) | Rapport |         |                                                                    | Spectateurs : 39 991 Arbitrage : Björn Kuipers | Spectateurs : 39 991 Arbitrage : Björn Kuipers |

| Suède | Angleterre |

| SUÈDE :         |    |                     |       |     |
|                 |    |                     |       |     |
| Gardien de but  | 01 | Robin Olsen         |       |     |
|                 | 16 | Emil Krafth         |       | 85e |
|                 | 03 | Victor Lindelöf     |       |     |
|                 | 04 | Andreas Granqvist   |       |     |
|                 | 06 | Ludwig Augustinsson |       |     |
|                 | 17 | Viktor Claesson     |       |     |
|                 | 07 | Sebastian Larsson   | 90+4e |     |
|                 | 08 | Albin Ekdal         |       |     |
|                 | 10 | Emil Forsberg       |       | 65e |
|                 | 09 | Marcus Berg         |       |     |
|                 | 20 | Ola Toivonen        |       | 65e |
| Remplaçants :   |    |                     |       |     |
|                 | 11 | John Guidetti       | 87e   | 65e |
|                 | 05 | Martin Olsson       |       | 65e |
|                 | 18 | Pontus Jansson      |       | 85e |
| Sélectionneur : |    |                     |       |     |
| Janne Andersson |    |                     |       |     |

| ANGLETERRE :     |    |                  |     |       |
|                  |    |                  |     |       |
| Gardien de but   | 01 | Jordan Pickford  |     |       |
|                  | 02 | Kyle Walker      |     |       |
|                  | 05 | John Stones      |     |       |
|                  | 06 | Harry Maguire    | 87e |       |
|                  | 08 | Jordan Henderson |     | 85e   |
|                  | 20 | Dele Alli        |     | 77e   |
|                  | 07 | Jesse Lingard    |     |       |
|                  | 12 | Kieran Trippier  |     |       |
|                  | 18 | Ashley Young     |     |       |
|                  | 10 | Raheem Sterling  |     | 90+1e |
|                  | 09 | Harry Kane       |     |       |
| Remplaçants :    |    |                  |     |       |
|                  | 17 | Fabian Delph     |     | 77e   |
|                  | 04 | Eric Dier        |     | 85e   |
|                  | 19 | Marcus Rashford  |     | 90+1e |
| Sélectionneur :  |    |                  |     |       |
| Gareth Southgate |    |                  |     |       |

| Assistants : Sander van Roekel Erwin Zeinstra Quatrième arbitre : Antonio Mateu Lahoz Cinquième arbitre : Pau Cebrián Devís Arbitre vidéo : Danny Makkelie Assistants arbitre vidéo : Bastian Dankert Carlos Astroza Felix Zwayer Homme du Match : Jordan Pickford |

## Statistiques

### Temps de jeu
| Joueur               |          |          |          |          |          | TT       | But inscrit | Passe décisive | MJ       | MT       | Légende |
| -------------------- | -------- | -------- | -------- | -------- | -------- | -------- | ----------- | -------------- | -------- | -------- | --- |
| Gardiens             | Gardiens | Gardiens | Gardiens | Gardiens | Gardiens | Gardiens | Gardiens    | Gardiens       | Gardiens | Gardiens | Abréviations et symboles : TT : Total de minutes jouées MJ : Nombre de matchs joués MT : Matchs joués en tant que titulaire : but : passe décisive : joueur entré : joueur remplacé : capitaine : carton jaune : carton rouge |
| Robin Olsen          | 90       | 90       | 90       | 90       | 90       | 450      | -           | -              | 5        | 5        | Abréviations et symboles : TT : Total de minutes jouées MJ : Nombre de matchs joués MT : Matchs joués en tant que titulaire : but : passe décisive : joueur entré : joueur remplacé : capitaine : carton jaune : carton rouge |
| Karl-Johan Johnsson  | -        | -        | -        | -        | -        | -        | -           | -              | -        | -        | Abréviations et symboles : TT : Total de minutes jouées MJ : Nombre de matchs joués MT : Matchs joués en tant que titulaire : but : passe décisive : joueur entré : joueur remplacé : capitaine : carton jaune : carton rouge |
| Kristoffer Nordfeldt | -        | -        | -        | -        | -        | -        | -           | -              | -        | -        | Abréviations et symboles : TT : Total de minutes jouées MJ : Nombre de matchs joués MT : Matchs joués en tant que titulaire : but : passe décisive : joueur entré : joueur remplacé : capitaine : carton jaune : carton rouge |
| Défenseurs           |          |          |          |          |          |          |             |                |          |          | Abréviations et symboles : TT : Total de minutes jouées MJ : Nombre de matchs joués MT : Matchs joués en tant que titulaire : but : passe décisive : joueur entré : joueur remplacé : capitaine : carton jaune : carton rouge |
| Mikael Lustig        | 90       | 90       | 90       | 82       | -        | 352      | -           | -              | 4        | 4        | Abréviations et symboles : TT : Total de minutes jouées MJ : Nombre de matchs joués MT : Matchs joués en tant que titulaire : but : passe décisive : joueur entré : joueur remplacé : capitaine : carton jaune : carton rouge |
| Victor Lindelöf      | -        | 90       | 90       | 90       | 90       | 360      | -           | -              | 4        | 4        | Abréviations et symboles : TT : Total de minutes jouées MJ : Nombre de matchs joués MT : Matchs joués en tant que titulaire : but : passe décisive : joueur entré : joueur remplacé : capitaine : carton jaune : carton rouge |
| Andreas Granqvist    | 90       | 90       | 90       | 90       | 90       | 450      | 2           | -              | 5        | 5        | Abréviations et symboles : TT : Total de minutes jouées MJ : Nombre de matchs joués MT : Matchs joués en tant que titulaire : but : passe décisive : joueur entré : joueur remplacé : capitaine : carton jaune : carton rouge |
| Martin Olsson        | -        | -        | -        | 8        | 25       | 33       | -           | -              | 2        | -        | Abréviations et symboles : TT : Total de minutes jouées MJ : Nombre de matchs joués MT : Matchs joués en tant que titulaire : but : passe décisive : joueur entré : joueur remplacé : capitaine : carton jaune : carton rouge |
| Ludwig Augustinsson  | 90       | 90       | 90       | 90       | 90       | 450      | 1           | -              | 5        | 5        | Abréviations et symboles : TT : Total de minutes jouées MJ : Nombre de matchs joués MT : Matchs joués en tant que titulaire : but : passe décisive : joueur entré : joueur remplacé : capitaine : carton jaune : carton rouge |
| Filip Helander       | -        | -        | -        | -        | -        | -        | -           | -              | -        | -        | Abréviations et symboles : TT : Total de minutes jouées MJ : Nombre de matchs joués MT : Matchs joués en tant que titulaire : but : passe décisive : joueur entré : joueur remplacé : capitaine : carton jaune : carton rouge |
| Emil Krafth          | -        | -        | -        | 8        | 85       | 93       | -           | -              | 2        | 1        | Abréviations et symboles : TT : Total de minutes jouées MJ : Nombre de matchs joués MT : Matchs joués en tant que titulaire : but : passe décisive : joueur entré : joueur remplacé : capitaine : carton jaune : carton rouge |
| Pontus Jansson       | 90       | -        | -        | -        | 5        | 95       | -           | -              | 2        | 1        | Abréviations et symboles : TT : Total de minutes jouées MJ : Nombre de matchs joués MT : Matchs joués en tant que titulaire : but : passe décisive : joueur entré : joueur remplacé : capitaine : carton jaune : carton rouge |
| Milieux              |          |          |          |          |          |          |             |                |          |          | Abréviations et symboles : TT : Total de minutes jouées MJ : Nombre de matchs joués MT : Matchs joués en tant que titulaire : but : passe décisive : joueur entré : joueur remplacé : capitaine : carton jaune : carton rouge |
| Sebastian Larsson    | 81       | 90       | 57       | -        | 90       | 318      | -           | -              | 4        | 4        | Abréviations et symboles : TT : Total de minutes jouées MJ : Nombre de matchs joués MT : Matchs joués en tant que titulaire : but : passe décisive : joueur entré : joueur remplacé : capitaine : carton jaune : carton rouge |
| Albin Ekdal          | 71       | 90       | 80       | 90       | 90       | 421      | -           | -              | 5        | 5        | Abréviations et symboles : TT : Total de minutes jouées MJ : Nombre de matchs joués MT : Matchs joués en tant que titulaire : but : passe décisive : joueur entré : joueur remplacé : capitaine : carton jaune : carton rouge |
| Emil Forsberg        | 90       | 90       | 90       | 82       | 65       | 417      | 1           | -              | 5        | 5        | Abréviations et symboles : TT : Total de minutes jouées MJ : Nombre de matchs joués MT : Matchs joués en tant que titulaire : but : passe décisive : joueur entré : joueur remplacé : capitaine : carton jaune : carton rouge |
| Gustav Svensson      | 9        | -        | 33       | 90       | -        | 132      | -           | -              | 3        | 1        | Abréviations et symboles : TT : Total de minutes jouées MJ : Nombre de matchs joués MT : Matchs joués en tant que titulaire : but : passe décisive : joueur entré : joueur remplacé : capitaine : carton jaune : carton rouge |
| Oscar Hiljemark      | 19       | -        | 10       | -        | -        | 29       | -           | -              | 2        | -        | Abréviations et symboles : TT : Total de minutes jouées MJ : Nombre de matchs joués MT : Matchs joués en tant que titulaire : but : passe décisive : joueur entré : joueur remplacé : capitaine : carton jaune : carton rouge |
| Viktor Claesson      | 90       | 74       | 90       | 90       | 90       | 434      | -           | 2              | 5        | 5        | Abréviations et symboles : TT : Total de minutes jouées MJ : Nombre de matchs joués MT : Matchs joués en tant que titulaire : but : passe décisive : joueur entré : joueur remplacé : capitaine : carton jaune : carton rouge |
| Marcus Rohdén        | -        | -        | -        | -        | -        | -        | -           | -              | -        | -        | Abréviations et symboles : TT : Total de minutes jouées MJ : Nombre de matchs joués MT : Matchs joués en tant que titulaire : but : passe décisive : joueur entré : joueur remplacé : capitaine : carton jaune : carton rouge |
| Jimmy Durmaz         | -        | 16       | -        | -        | -        | 16       | -           | -              | 1        | -        | Abréviations et symboles : TT : Total de minutes jouées MJ : Nombre de matchs joués MT : Matchs joués en tant que titulaire : but : passe décisive : joueur entré : joueur remplacé : capitaine : carton jaune : carton rouge |
| Attaquants           |          |          |          |          |          |          |             |                |          |          | Abréviations et symboles : TT : Total de minutes jouées MJ : Nombre de matchs joués MT : Matchs joués en tant que titulaire : but : passe décisive : joueur entré : joueur remplacé : capitaine : carton jaune : carton rouge |
| Marcus Berg          | 90       | 90       | 68       | 90       | 90       | 428      | -           | -              | 5        | 5        | Abréviations et symboles : TT : Total de minutes jouées MJ : Nombre de matchs joués MT : Matchs joués en tant que titulaire : but : passe décisive : joueur entré : joueur remplacé : capitaine : carton jaune : carton rouge |
| John Guidetti        | -        | 12       | -        | -        | 25       | 37       | -           | -              | 2        | -        | Abréviations et symboles : TT : Total de minutes jouées MJ : Nombre de matchs joués MT : Matchs joués en tant que titulaire : but : passe décisive : joueur entré : joueur remplacé : capitaine : carton jaune : carton rouge |
| Ola Toivonen         | 77       | 78       | 90       | 90       | 65       | 400      | 1           | 1              | 5        | 5        | Abréviations et symboles : TT : Total de minutes jouées MJ : Nombre de matchs joués MT : Matchs joués en tant que titulaire : but : passe décisive : joueur entré : joueur remplacé : capitaine : carton jaune : carton rouge |
| Isaac Kiese Thelin   | 13       | 0        | 22       | 0        | -        | 35       | -           | -              | 4        | -        | Abréviations et symboles : TT : Total de minutes jouées MJ : Nombre de matchs joués MT : Matchs joués en tant que titulaire : but : passe décisive : joueur entré : joueur remplacé : capitaine : carton jaune : carton rouge |
| Total                |          |          |          |          |          |          |             |                |          |          | Abréviations et symboles : TT : Total de minutes jouées MJ : Nombre de matchs joués MT : Matchs joués en tant que titulaire : but : passe décisive : joueur entré : joueur remplacé : capitaine : carton jaune : carton rouge |
| Équipe de Suède      | 90       | 90       | 90       | 90       | 90       | 450      | 5           | 3              | 5        | -        | Abréviations et symboles : TT : Total de minutes jouées MJ : Nombre de matchs joués MT : Matchs joués en tant que titulaire : but : passe décisive : joueur entré : joueur remplacé : capitaine : carton jaune : carton rouge |

| Buts | Joueurs             | Adversaires           |
| ---- | ------------------- | --------------------- |
| 2    | Andreas Granqvist   | Corée du Sud, Mexique |
| 1    | Ola Toivonen        | Allemagne             |
| 1    | Ludwig Augustinsson | Mexique               |
| 1    | Emil Forsberg       | Suisse                |

| Passes | Joueurs         | Adversaires        |
| ------ | --------------- | ------------------ |
| 2      | Viktor Claesson | Allemagne, Mexique |
| 1      | Ola Toivonen    | Suisse             |